# تعمر بنت عتر
```
تعمر بنت عتر بن معاذ بن عمرو بن الحارث بن هوازن
 أم الأبطن 
ربيعة البكاء
 بن 
عامر بن صعصعة
، 
وعوف ذي المحجن
، 
ومعاوية ذي السهم
.
[
1
]
[
2
]
```